# Myki
Myki (tiếng Hy Lạp: ?) là một khu tự quản ở vùng Đông Makedonías-Thrace, Hy Lạp. Khu tự quản Myki có diện tích 633 km², dân số theo điều tra ngày 18 tháng 3 năm 2001 là 16091 người.